# Thyridula atroapicata
Thyridula atroapicata är en tvåvingeart som beskrevs av Malloch 1924. Thyridula atroapicata ingår i släktet Thyridula och familjen fritflugor. Inga underarter finns listade i Catalogue of Life.